# Leif Berggren
Leif Holger Berggren, född 14 oktober 1940 i Agneteberg i Arvika, är en svensk före detta travtränare och kusk. Under större delen av sin karriär var Berggren hemmahörande på Färjestadstravet. Under 1985–2008 var han verksam i Italien. 2008 flyttade han hem till Sverige och hade då Sundbyholms travbana utanför Eskilstuna som hemmabana. Han var bror till travtränare Sven Berggren.
- Champion på Årjängstravet 1968, 1969, 1970 och 1974.
- Champion vid Åmålstravet 1970 och 1975.
- 9 st championat på hemmabanan Färjestadstravet.
- Medlem av 2000-klubben, med 2692 segrar.